# Samuel Reoli
Samuel Reis de Oliveira (São Paulo, 11 de março de 1973 – São Paulo, 2 de março de 1996) mais conhecido como Samuel Reoli, foi um músico brasileiro.
Era o baixista da banda Mamonas Assassinas e irmão de Sérgio Reoli, o baterista da mesma banda. O sobrenome Reoli não tem ligação com uma possível ascendência italiana e vem das sílabas iniciais de Reis e Oliveira, sobrenome dos irmãos.
No final dos anos 80, junto ao seu irmão Sérgio Reoli e a Bento Hinoto formaram a banda Ponte Aérea, que mais tarde viria a se chamar Utopia e em seguida Mamonas Assassinas.

## Biografia e carreira

### Início de vida
Samuel nasceu na capital paulista em 1973, sendo o único membro dos Mamonas Assassinas natural dessa cidade. O terceiro filho de Francisco José de Oliveira, Samuel Reoli é irmão mais novo do baterista Sérgio Reoli, com quem conviveu na banda com Dinho, Júlio e Bento.

### Anos 80: Início na música e banda Utopia
Inicialmente não gostava de música e preferia desenhar. Enquanto isso, seu irmão formava a banda Ponte Aérea. Um tempo depois, trabalhou como office boy com quatorze anos, na fábrica de radiadores Colméia. Depois, trabalhou na empresa alemã Degussa. Em junho de 1989, após seu irmão conhecer o guitarrista Alberto, que viria a ser conhecido como Bento Hinoto, Samuel quis aprender baixo e entrou para a banda Utopia.
Em 11 de dezembro de 1994, Samuel Reoli e os demais membros do grupo agendaram uma apresentação em São Benedito. Na época, os irmãos Reoli se depararam com o falecimento do avô e pensaram em não se apresentar, mas ainda sim o fizeram depois de serem encorajados pela avó. Em 1995, a banda Utopia se transformou em Mamonas Assassinas, após uma mudança de perfil, e agora era formada pelo vocalista baiano Dinho, o guitarrista Bento Hinoto, os irmãos Samuel e Sérgio Reoli e o tecladista Júlio Rasec.
Um fato curioso é o de que a sugestão para o novo nome da banda foi feita por Samuel Reoli, onde originalmente o nome seria "Mamonas Assassinas do Espaço", mas acabou sendo encurtado para "Mamonas Assassinas" por ser considerado muito longo.

## Morte
Samuel e os outros integrantes do grupo Mamonas Assassinas saíram, em 2 de março de 1996 às 21h58, de Brasília, onde fizeram uma apresentação. Eles voavam num Learjet 25D, prefixo PT-LSD, com destino a Guarulhos, na grande São Paulo. Quando já estavam próximos ao destino, a aeronave arremeteu em contato com a torre de controle, após o piloto informar que havia condições visuais para tal. Foi realizada, então, uma curva para a esquerda, mas a direção correta para chegar ao aeroporto era à direita. E, quando era por volta de 23h16, o avião em que o grupo estava colidiu na Serra da Cantareira, no norte da cidade de São Paulo. No acidente, morreram todas as pessoas que viajavam, incluindo o baixista.
Dias antes do acidente, Reoli escreveu uma carta para a família, agradecendo a Deus e a família por tudo que ele viveu. A carta ficou guardada por meses até ser encontrada pelo pai de Samuel, que se emocionou ao encontrá-la.